# Assassinat de la famille impériale russe

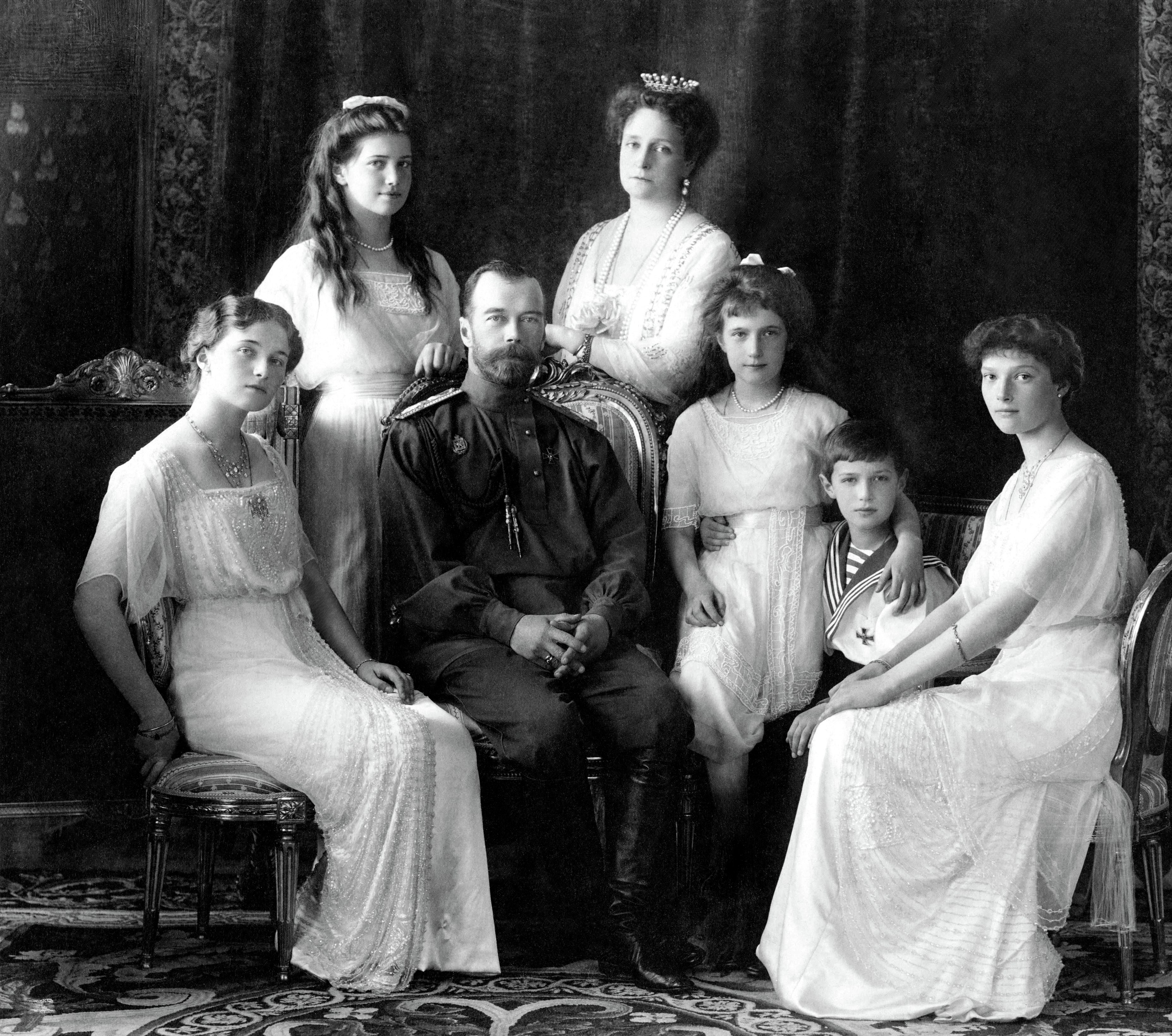
La famille Romanov en 1913.

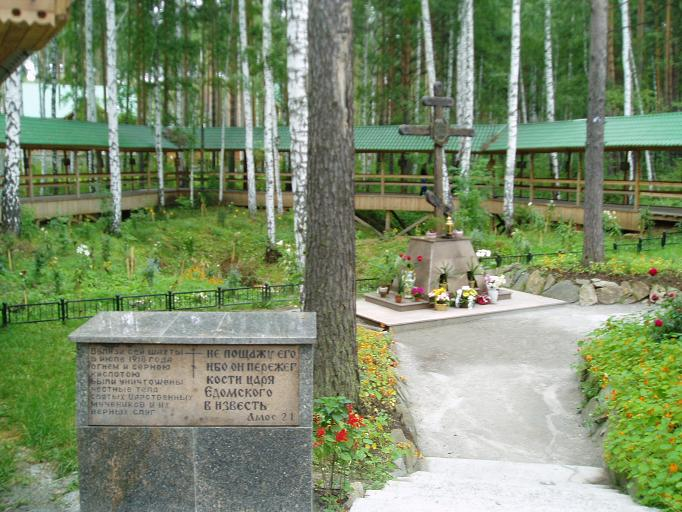
Fondrière à Ganina Yama où les bourreaux ont placé les corps de la famille Romanov.

L’assassinat de la famille impériale russe se produit lors de son exil à Ekaterinbourg dans la nuit du 16 au 17 juillet 1918, sur les ordres de Lénine. Le déroulement de l'assassinat des Romanov, et de celui de leurs compagnons d'exil, le Dr Evgueni Sergueïevitch Botkine, Anna Demidova, Alekseï Egorovitch Trupp et Ivan Kharitonov, est établi par le juge d'instruction Nikolaï Sokolov, qui enquête sur place à compter de 1919 et publie une partie de son rapport en 1924. Ses conclusions sont remises en cause par des recherches controversées, mais sont admises par la majorité des historiens et des scientifiques.
Le 15 août 2000, l’Église orthodoxe russe annonce la canonisation des Romanov pour « [leur] humilité, [leur] patience et [leur] douceur ». Le 1er octobre 2008, la Cour suprême de la fédération de Russie poursuit la campagne de réhabilitation des Romanov et estime que Nicolas II et sa famille ont été victimes de la répression politique.

## Contexte

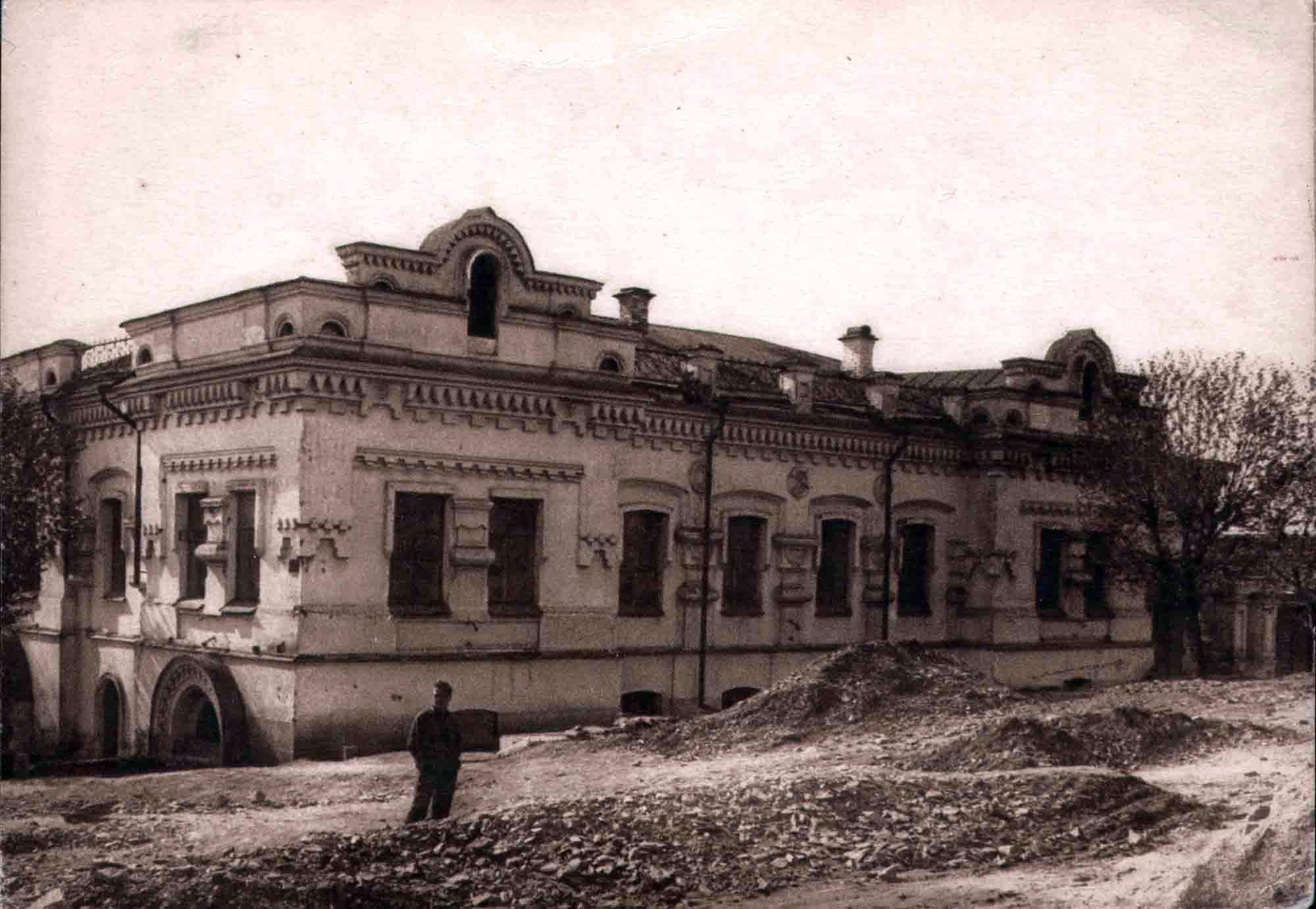
La maison Ipatiev en 1928.

Le 22 mars 1917, Nicolas II, qui a abdiqué quelques jours plus tôt dans le cadre de la révolution russe, est placé en résidence surveillée avec sa famille au palais Alexandre situé à Tsarskoïe Selo près de Saint-Pétersbourg. La même nuit, une bande de soldats profane le tombeau de Raspoutine, conseiller intime du couple impérial assassiné quelques mois plus tôt, et jette son cadavre sur un bûcher. Le corps brûle pendant six heures jusqu'à ce que les cendres soient dispersées par le vent.
En août 1917, le gouvernement provisoire d’Alexandre Kerenski évacue les Romanov à Tobolsk en Sibérie, selon lui, pour les protéger contre les débordements de la révolution. Là, ils vivent plutôt confortablement dans l’ancien hôtel particulier du gouverneur. Après la prise du pouvoir des bolcheviks en octobre 1917, les conditions de leur détention se durcissent. L’imminence de leur procès est fréquemment évoquée tandis que la famille subit régulièrement insultes et vexations : on interdit à Nicolas II de porter ses épaulettes, les sentinelles griffonnent des dessins obscènes sur la clôture pour choquer ses filles, etc. Le 1er mars 1918, la famille vit sur des rations de soldats et doit se séparer de dix serviteurs.
La guerre civile russe, opposant les révolutionnaires bolcheviks de l’Armée rouge et les Armées blanches des monarchistes partisans du retour à l'ancien régime tsariste, s’intensifie et la famille est rapatriée en deux convois (le tsar Nicolas II, la tsarine Alexandra et leur fille Maria en avril, tandis que le tsarévitch Alexis, trop malade pour accompagner, reste avec ses sœurs Olga, Tatiana et Anastasia et le groupe ne quitte Tobolsk qu’en mai 1918) dans la direction de Moscou avant de bifurquer vers l’Oural et d'être enfermés dans la maison Ipatiev à Ekaterinbourg.
La peur que des membres de la famille Romanov s'évadent ou soient exfiltrés par les Britanniques (Nicolas II étant le cousin et ami du roi du Royaume-Uni George V) a ainsi poussé les autorités russes à passer d'une résidence surveillée à Tsarskoïe Selo à une détention dans la maison Ipatiev.
Son frère, le grand-duc Michel Alexandrovitch de Russie, qui lui a succédé pour une journée en mars 1917 (sous le nom de Michel II), est également placé en résidence surveillée à Perm. Dans la nuit du 12 au 13 juin 1918, il est assassiné avec son secrétaire, sur ordre de la Tchéka. Le grand-duc Michel est le premier membre de la famille impériale à être assassiné. Du 13 juin 1918 au 30 janvier 1919, dix-huit membres de la famille impériale sont assassinés.

## Déroulement de l'assassinat

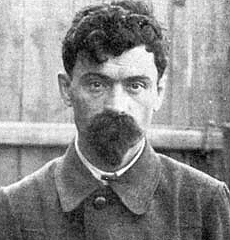
Iakov Iourovski en 1918.

Au cœur de l’été 1918, le geôlier des Romanov est remplacé par le nouveau commissaire de justice Iakov Iourovski. La pression des Armées blanches sur les faubourgs de Ekaterinbourg accélère les événements : un télégramme donnant l’ordre d’exécuter les prisonniers au nom du Soviet régional de l'Oural est signé par Iakov Sverdlov. Vers minuit, le 16 juillet 1918, Iakov Iourovski ordonne au Dr Evgueni Sergueïevitch Botkine de réveiller les Romanov et leurs quatre derniers serviteurs et de leur demander de se préparer pour un voyage dont on leur tait la destination. Ils sont conduits vers une pièce dans l’entresol. L’ex-empereur fait apporter trois chaises pour son fils, sa femme et lui-même. À 3 h 15, onze hommes armés font leur apparition et le geôlier déclare :

« Nicolas Alexandrovitch, vos amis ont essayé de vous sauver, mais ils n’y ont pas réussi. Nous sommes dans l’obligation de vous fusiller. Votre vie est terminée. »

— Iakov Iourovski.
Les tirs ont lieu à bout portant. Iourovski lève son arme et tire sur Nicolas II, qui est le premier tué. Les autres bourreaux tirent jusqu’à ce que toutes les victimes tombent, leurs cris pouvant être entendus à l’extérieur. Le tsarévitch n’étant pas mort, Iourovski tire encore deux balles sur l’enfant qui gît dans une mare de sang. Les dernières survivantes (Olga, Tatiana, Maria et Anastasia, dont les diamants cousus dans leurs vêtements leur ont servi un temps de gilet pare-balle) sont sauvagement transpercées à coups de baïonnette. Les corps sont placés dans des draps et conduits en camion dans la forêt, vers un puits de mine abandonné à trente kilomètres de là, où ils sont déchargés par un peloton d’une dizaine d’hommes toujours armés. Les bourreaux découpent leurs victimes en morceaux et certains défoncent leurs visages à coups de crosse. Les corps sont ensuite dissous à la chaux et à l’acide sulfurique. Un bûcher est allumé pour brûler les victimes ; les corps n’étant pas complètement consumés sont jetés dans le puits de mine,.
Le lendemain, 18 juillet 1918, Sverdlov annonce lors d’une séance du Conseil des commissaires du peuple que les prisonniers ont été exécutés sur l’ordre de l’Uralispolkom (Soviet de l'Oural) en raison de l’approche des Armées blanches tchécoslovaques. La presse nationale, sous contrôle, indique deux jours plus tard que le monarque a été tué car il projetait de s’enfuir, mais que la tsarine et ses filles sont toujours vivantes,. Cette annonce suscite des interrogations sur le sort du reste de la famille qui officiellement a été évacué par les Bolcheviks (déclarations des dirigeants bolcheviks, notamment en avril 1922 du commissariat du peuple aux Affaires étrangères Gueorgui Tchitcherine).
Bien que les officiels soviétiques placent la responsabilité de la décision sur l’Uralispolkom, Léon Trotsky écrit dans son journal personnel que cet assassinat a été commis sous l’autorité de Lénine. Trotsky affirme alors dix-sept ans après les faits que les Bolcheviks ont massacré toute la famille dans le but de terroriser l'ennemi.
En 1989, le rapport de Iakov Iourovski est publié. Selon ce rapport, les unités des légions tchèques approchaient des lieux. Craignant que ces légions prennent la ville et libèrent les Romanov, les geôliers les ont exécutés, faisant valoir qu’il n’y avait pas de « retour en arrière possible ». Mais d'après ce rapport, que copie le rapport Sokholov, les corps ont été tous incinérés, ce qui expliquerait qu'on ne les ait pas retrouvés entre juillet 1918 et juillet 1919.

### Liste des hommes ayant participé à l’assassinat de la famille impériale
- Iakov Mikhaïlovitch Iourovski, né le 19 juin 1878 et mort le 2 août 1938[11] ; il se confesse le 1er février 1934 ; la même année sa fille est envoyée dans les camps de travail.
- Grigori Petrovitch Nikouline, né le 27 décembre 1894 et mort en 1965, adjoint de Iakov Iourovski[11].
- Piotr Zakarovitch Ermakov, né le 13 décembre 1884 et mort le 22 mai 1952, commandant du détachement chargé de l'exécution de la famille impériale[11].
- Mikhaïl Alexandrovitch Medvedev, de son vrai nom Mikhaïl Koudrine, né le 30 septembre 1891 et mort en 1964[11] ; peu avant son décès, il offre son revolver au musée de la Révolution, un Browning portant le numéro de série 3891965, cette arme aurait été utilisée pour assassiner le tsar.
- Alexeï Georgievich Kabanov, né le 15 octobre 1890 et mort en 1972, ancien soldat de la garde impériale ; pendant l'assassinat du tsar et de sa famille, il se tient près d'une mitrailleuse installée dans le grenier de la maison Ipatiev[11].
- Sergei Alexandrovich Broyd, né en 1893 et mort le 8 mars 1937, participant possible au meurtre de la famille impériale[11].
- Pavel Spiridonovitch Medvedev, né le 12 février 1887 et mort en 1919, chef de la garde de la maison Ipatiev[11].
- Parmi les volontaires, six Lettons[5], selon d'autres sources des Hongrois de la Tchéka, sont présents ; deux d'entre eux se désistent.
- Selon certains témoignages, figure également un Hongrois, Imre Nagy, né le 7 juin 1896 ; il dirige par la suite la révolution hongroise en 1956 et est fusillé par les Soviétiques le 16 juin 1958 à Budapest (Hongrie)[12]. Mais sa participation est contestée par certains historiens qui remarquent que son nom apparaît seulement dans des documents soviétiques postérieurs à l'écrasement de la révolte hongroise.

### Les victimes de la maison Ipatiev

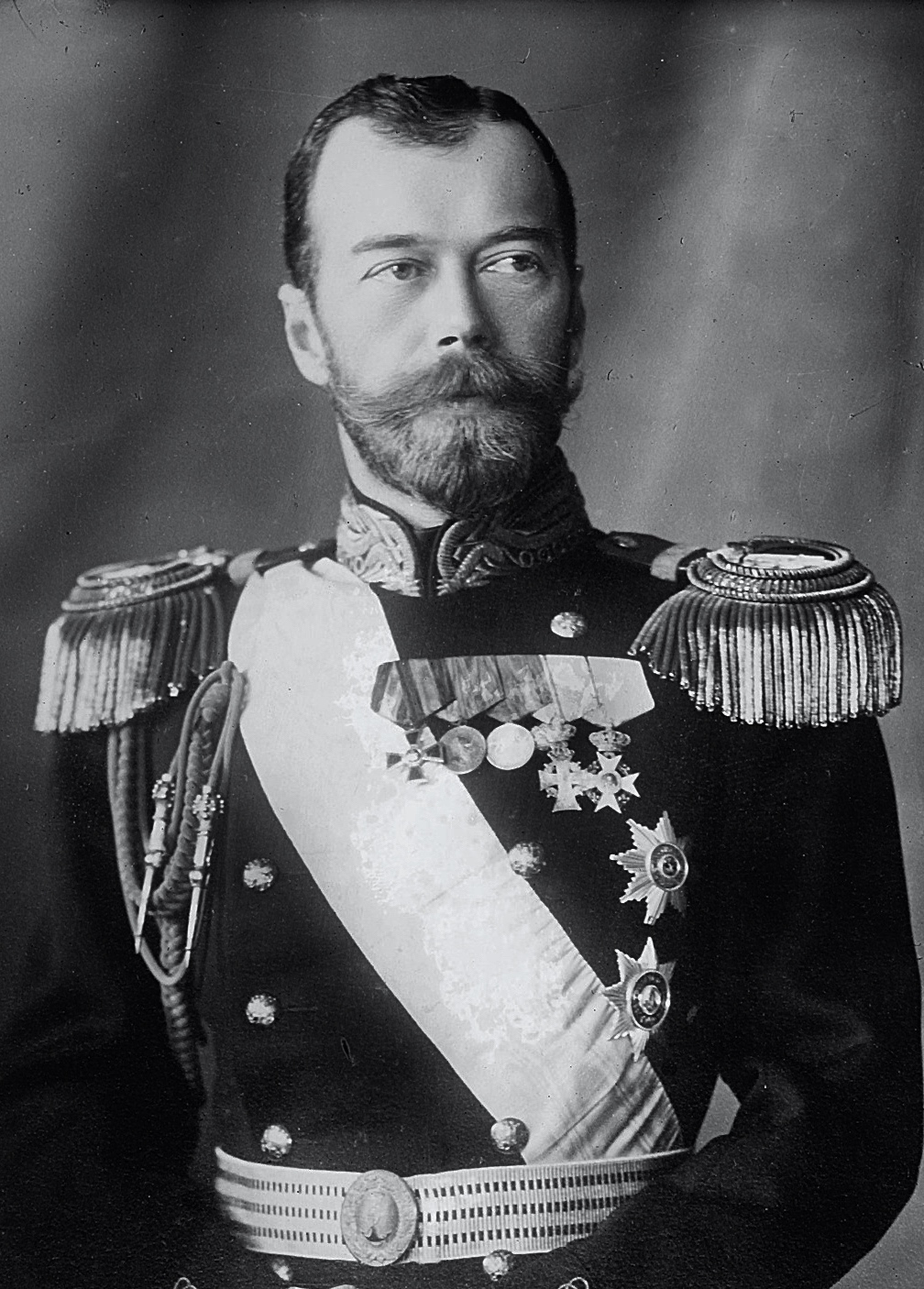
Nicolas II de Russie.
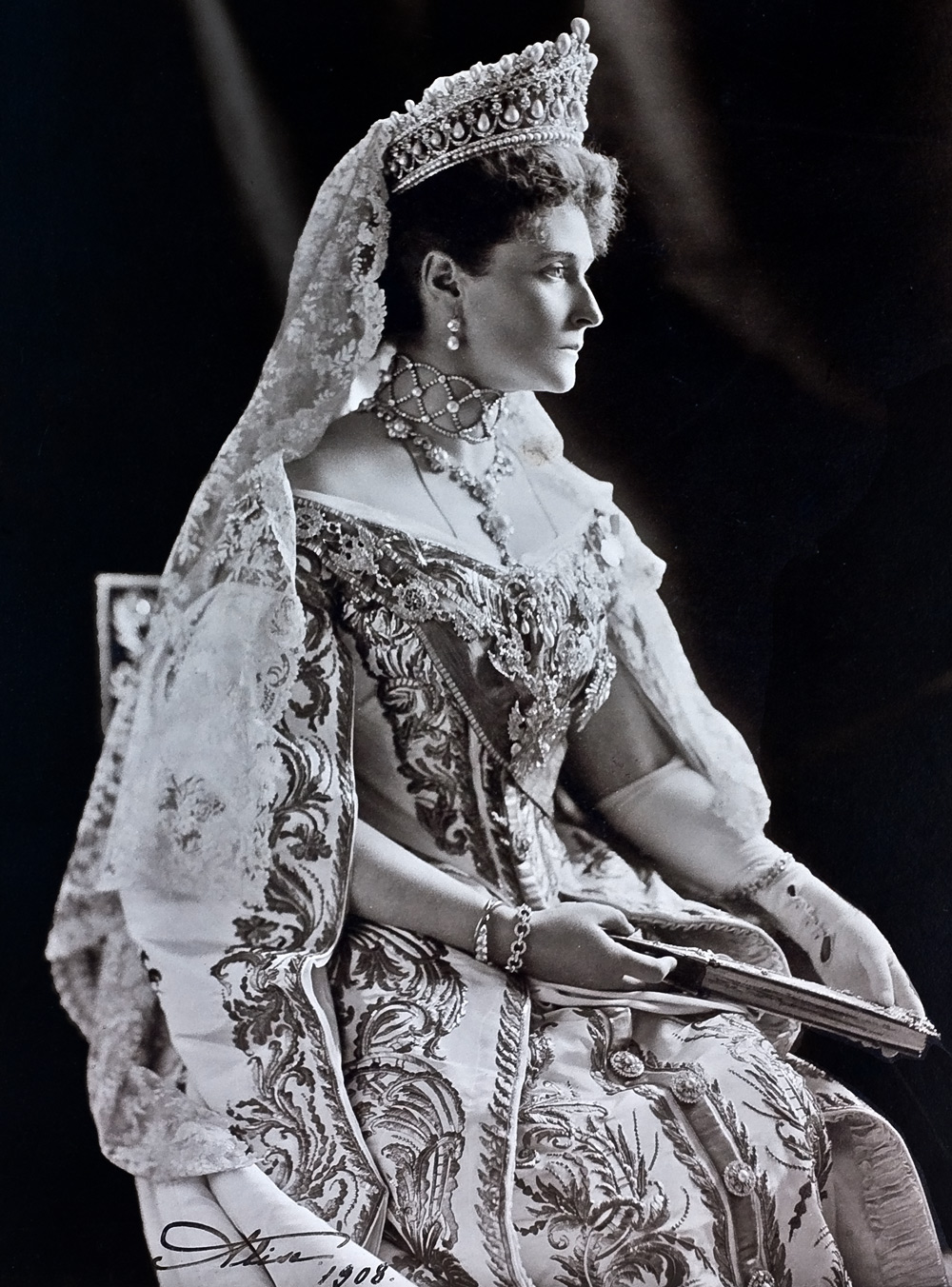
Alexandra Feodorovna de Russie.
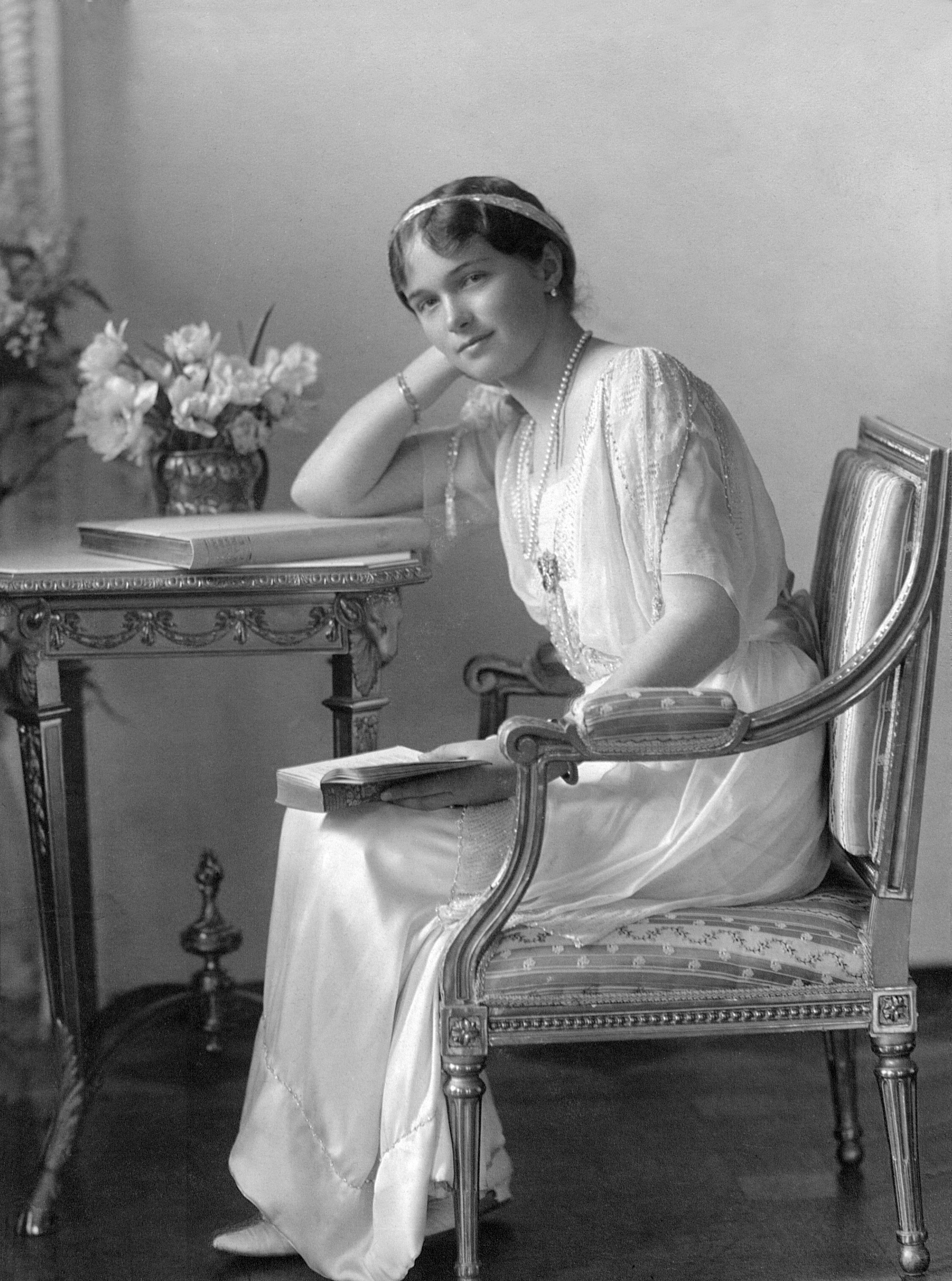
Olga Nikolaïevna de Russie.
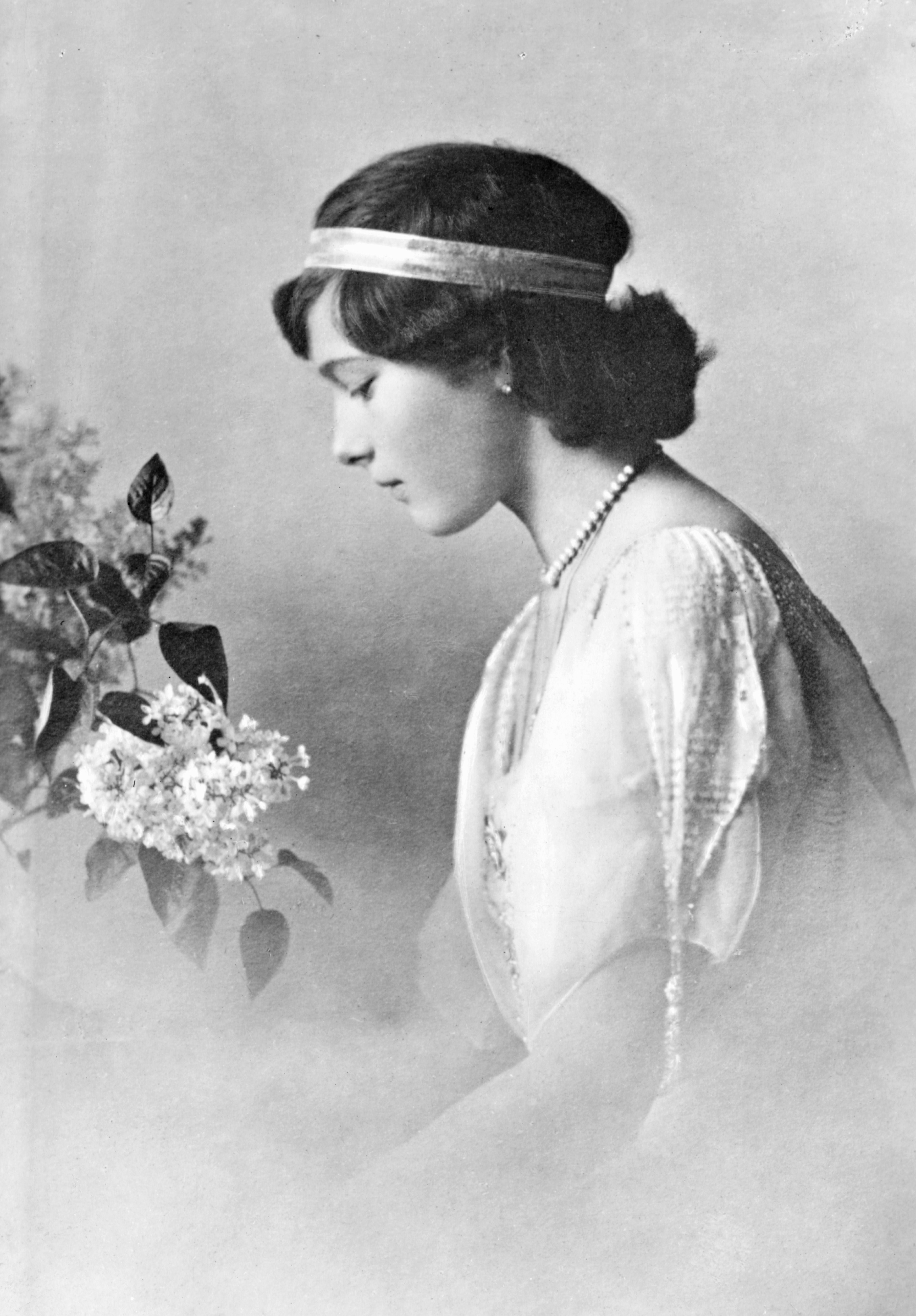
Tatiana Nikolaïevna de Russie.
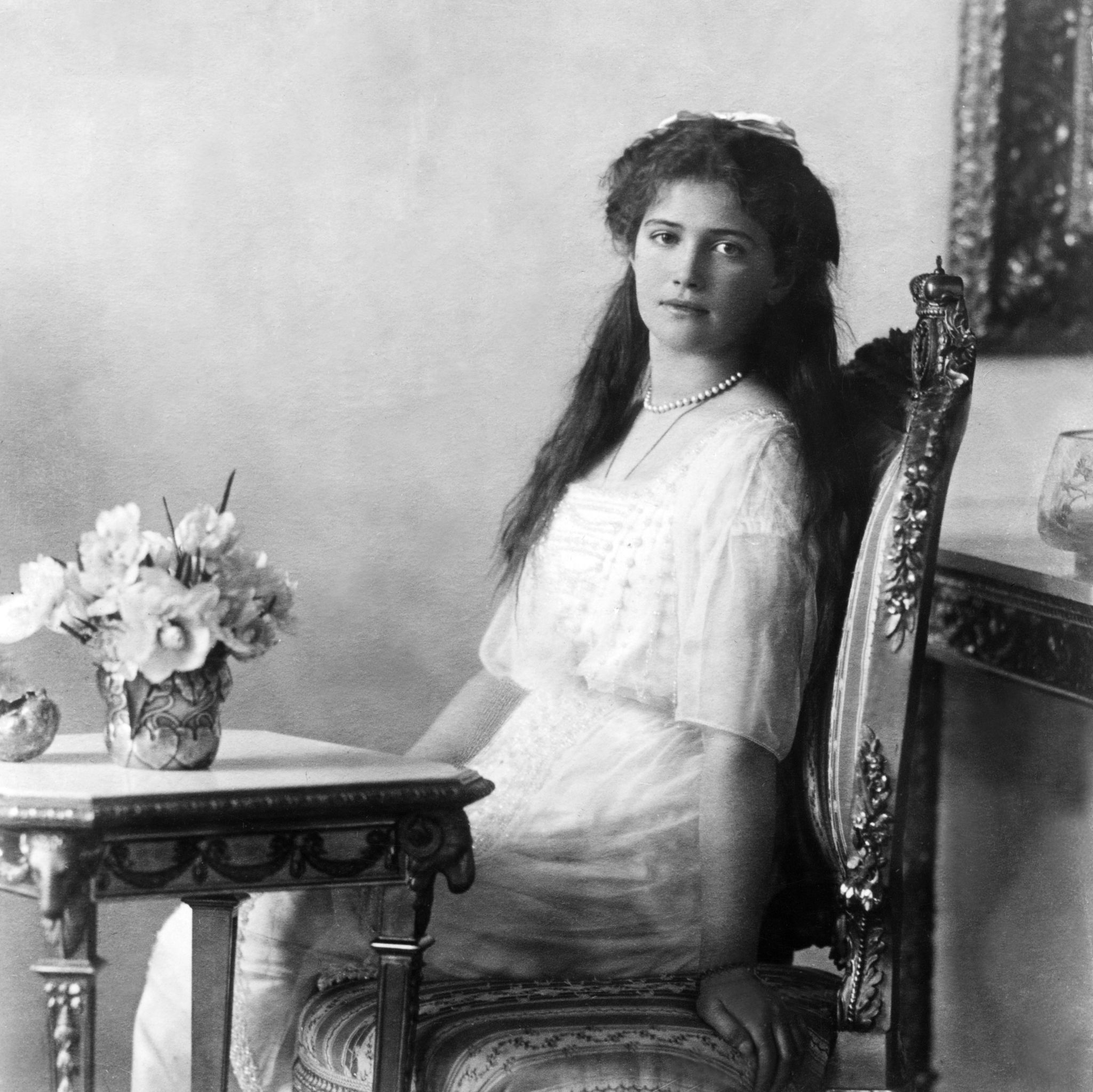
Maria Nikolaïevna de Russie.
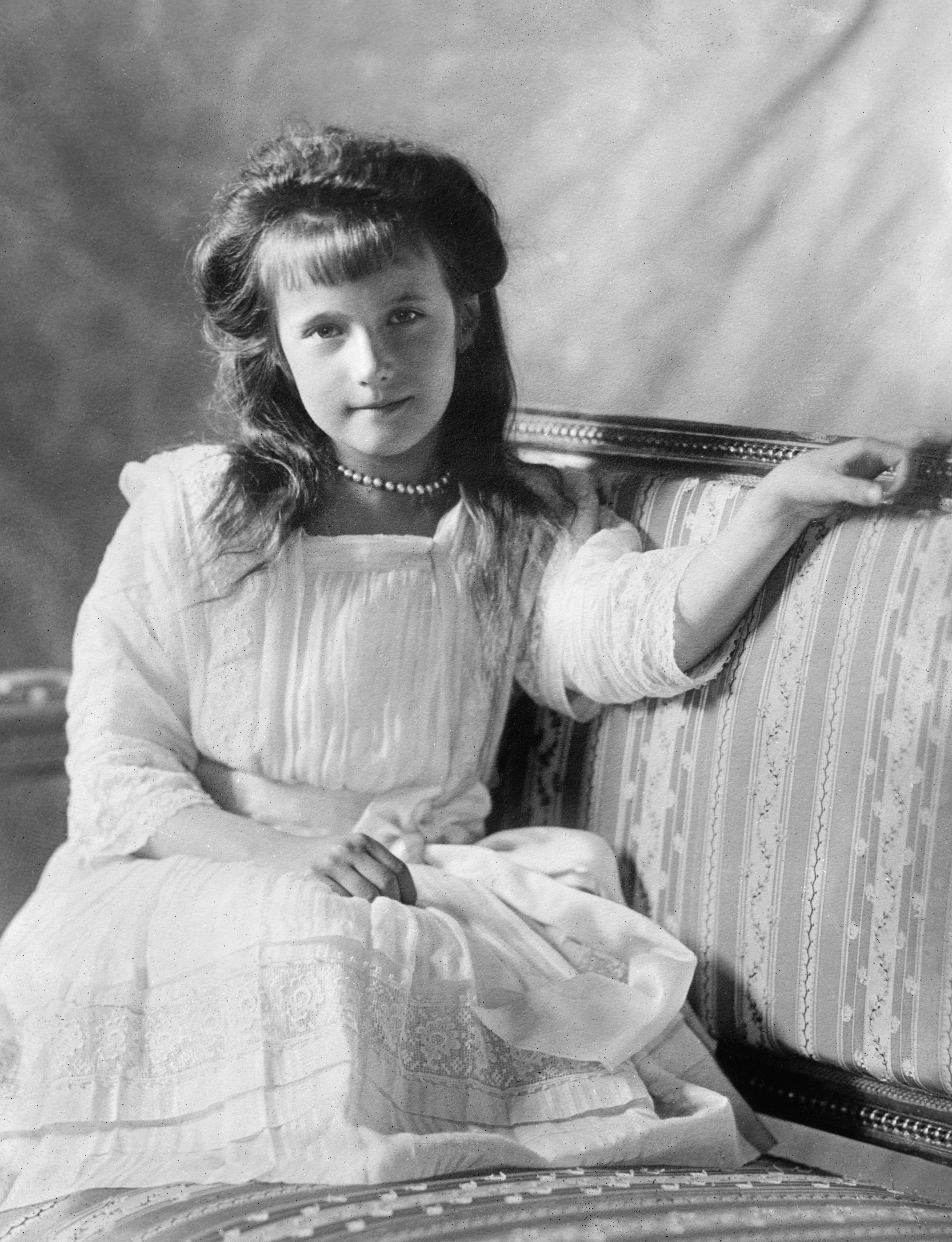
Anastasia Nikolaïevna de Russie.
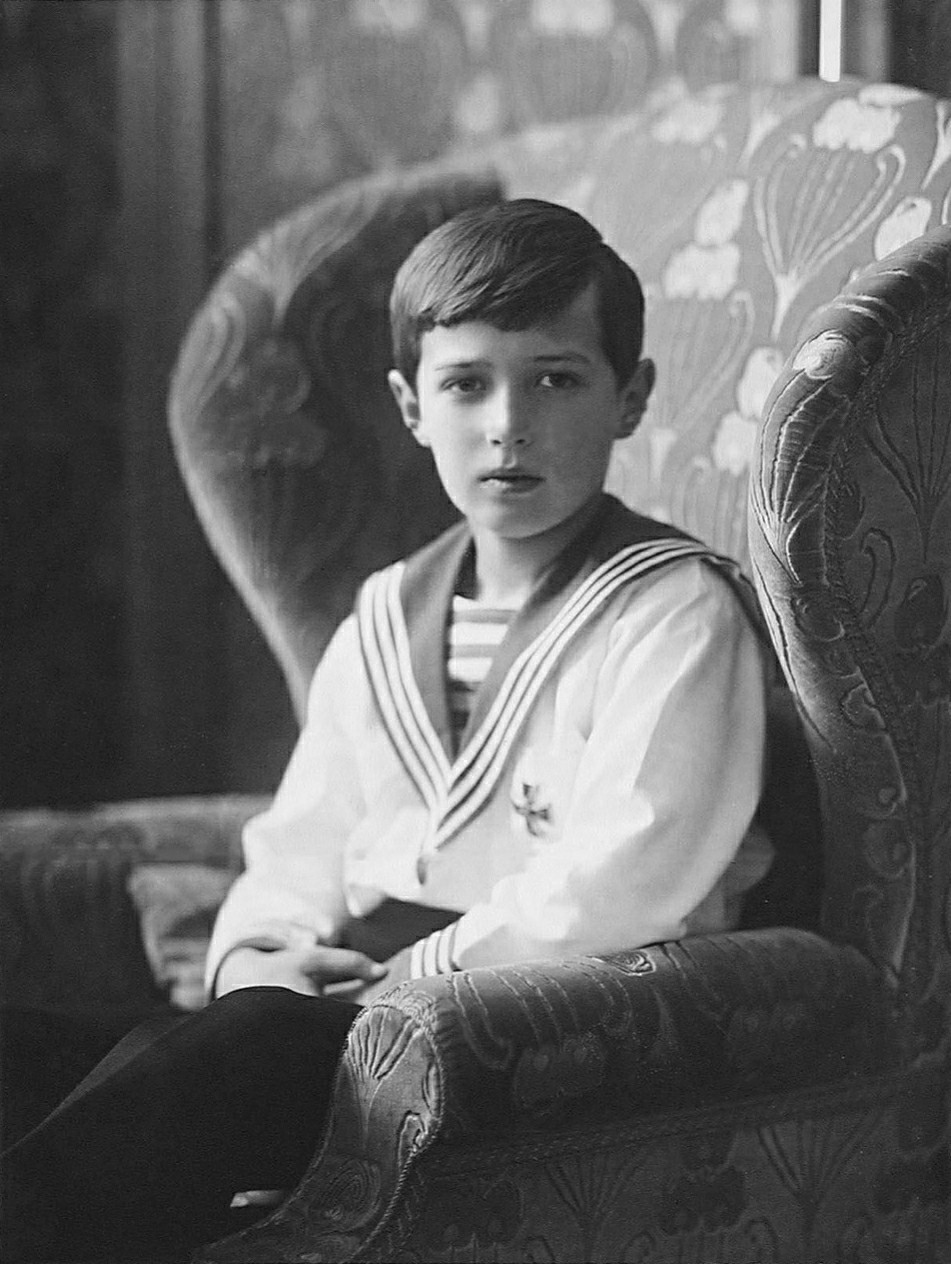
Alexis Nikolaïevitch de Russie.
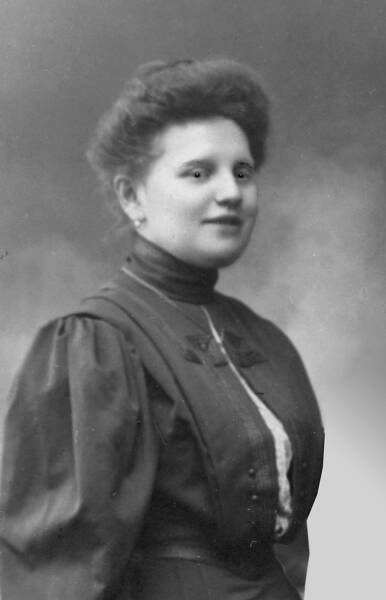
Anna Demidova.
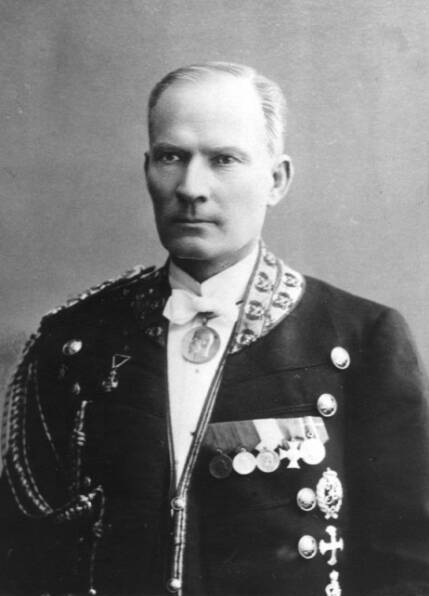
Alekseï Egorovitch Trupp.
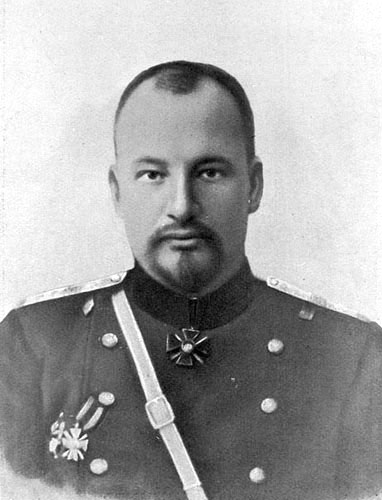
Evgueni Sergueïevitch Botkine.
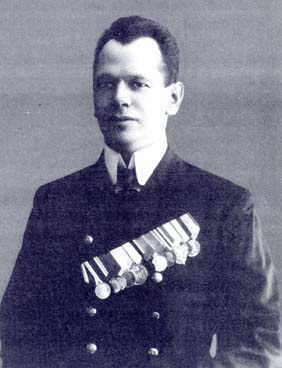
Ivan Mikhailovitch Kharitonov.

## Controverses
(novembre 2011).
- Si vous ne connaissez pas le sujet, laissez ce bandeau (vous pouvez alors contacter les auteurs).
- Si vous supprimez le contenu mis en cause (vous pouvez préalablement contacter les auteurs),

argumentez précisément cette suppression dans la page de discussion
(un manque de référence n'est pas un argument ; une recherche réelle de référence doit avoir été effectuée, être formellement documentée).

### Les enquêtes

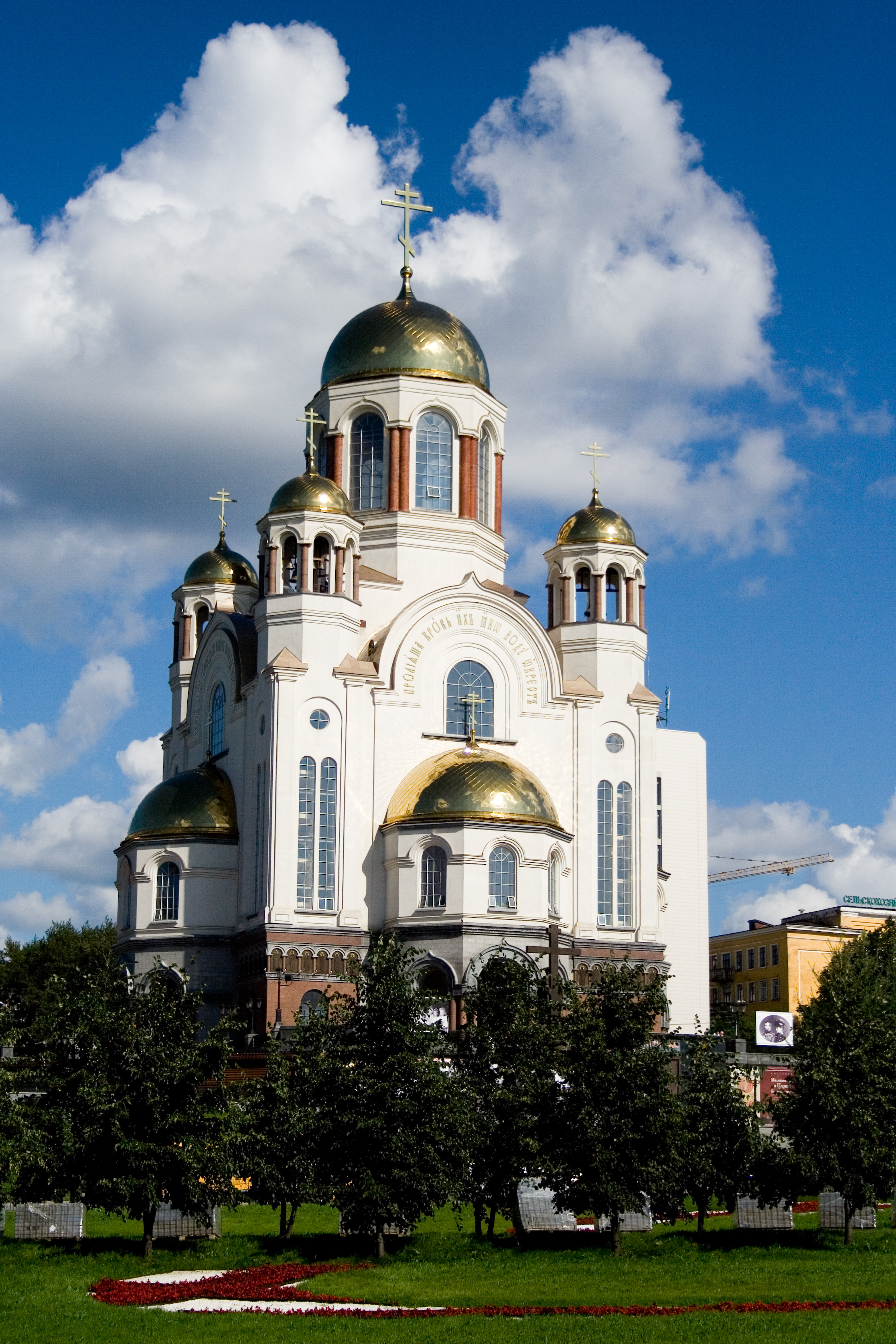
L'église de Tous-les-Saints-sur-le-Sang-versé, construite à l'emplacement de la maison Ipatiev.

Lorsque les Armées blanches investissent Ekaterinbourg le 25 juillet 1918, un premier enquêteur est nommé : le juge Alexander Namiotkine conclut que les Romanov ont été envoyés dans la région de Perm. Alexander Namiotkine est limogé et disparaît mystérieusement quatre jours plus tard. Le deuxième enquêteur, Ivan Serguéiev, nommé par l'État-major contre-révolutionnaire, conclut dans le même sens. À son tour, il est déchargé de l'enquête en janvier 1919 : peu avant son limogeage, il s'est dit convaincu à un journal américain, le New-York Tribune, que le tsar, le docteur Botkine et les trois domestiques avaient certes été tués dans la maison, mais qu'au contraire l'impératrice, ses quatre filles et le tsarévitch avaient été épargnés. Un troisième juge, Nikolaï Sokolov, est dépêché par l'amiral Koltchak en février 1919, et conclut en 1924 au massacre collectif et à l'incinération des corps. Il publie ses recherches la même année dans un livre et meurt peu après. Parmi les faits relevés figure une citation modifiée de l'écrivain Heinrich Heine en allemand écrite sur les murs de la maison Ipatiev qui dit : 
« Belsazar ward in selbiger Nacht Von seinen Knechten umgebracht. »
« Dans la même nuit Balthatsar fut assassiné par ses serviteurs. »
Mais plusieurs historiens — s'appuyant sur un examen attentif du dossier — contestent ses conclusions. Ainsi les historiens Michel Wartelle, Marc Ferro ou Marina Grey, fille du général Dénikine, assurent de la survie d'une partie de la famille impériale (tout en reconnaissant la mort à Ekaterinbourg de Nicolas II) en s'appuyant sur l'ouvrage pionnier en la matière de deux journalistes d'investigation de la BBC qui ont enquêté d'après l'intégralité du dossier Sokolov (le premier, édité en 1924, ne constitue que le dixième du dossier complet, le juge en ayant expurgé toutes les pièces jetant un doute sérieux sur l'accusation ; le dossier intégral est édité en 1987 par un émigré russe, Nicolas Ross). Ils y ajoutent l'expression publique écrite de sérieux doutes quant à ce massacre, par le commandant français en poste en Sibérie en 1919, Joseph Lasies. A été particulièrement relevée par ces historiens la réaction, le 12 mai 1919, d'un journaliste britannique proche des Blancs, Robert Wilton : « Même si le tsar et la famille impériale sont en vie, il est nécessaire de dire qu'ils sont morts ». Les femmes de la famille impériale auraient été exfiltrées par les services allemands en accord avec Moscou dans un train sanitaire japonais ou allemand pendant la nuit du 16 au 17 juillet 1918, leur qualité de princesses allemandes faisant d'elles une monnaie d'échange : la libération obtenue en octobre 1918 des spartakistes allemands, Karl Liebknecht et Leo Jogiches. Cette version de la survie de la famille Romanov est renforcée par le recensement de dix-huit témoins assermentés qui ont vu les femmes Romanov à Perm. Parmi eux, l'infirmière Natalia Moutnik, l'enseignante Eugénie Sokholova, Tatiana Sitnikhova, son fils Fiodor qui était soldat, les cheminots Maxime Grigoriev (signaleur), Ivan Koukline (aiguilleur), Vassili Rabiov (signaleur), Oustina Varankina (signaleuse) ; une personne entre deux âges, Matreka Kouklina qui lavait du linge à sa fenêtre et a vu passer les cinq femmes, la nonne Sœur Glafira, son mari Rafael.
Analysé méticuleusement par Summers et Mangold, le télégramme régional soviétique « découvert » par le juge Sokolov à Ekaterinbourg sans aucune difficulté et faisant état auprès de Moscou du massacre était probablement un faux. L'unique témoignage oculaire provient d'un certain Paul Medvedev, interrogé une fois en février 1919 et mort mystérieusement en prison le 25 mars suivant, au moment où il allait être réinterrogé. Le juge Sokolov aurait trouvé des cendres, des lambeaux de vêtements et quelques os humains ou peut-être animaux dans la fondrière à Ganina Yama ; ces supposées reliques de la famille Romanov sont confiées à des émigrés russes et font l'objet d'un véritable culte. Dans les archives de Lord Mountbatten, Summers et Mangold découvrent que son oncle allemand Ernest-Louis de Hesse a, le 27 septembre 1918, secrètement écrit à sa sœur Victoria de Hesse-Darmstadt pour lui assurer tenir de « deux sources sûres qu'Alix et tous les enfants sont en vie ».

### Les dénégations soviétiques (1918-1922)
L'exécution solitaire de Nicolas II est conforme aux communiqués locaux. Ceux-ci font état de la mort de « Nicolas le Sanglant » et de « l'évacuation dans un lieu sûr de sa famille ». Les quatre premières réactions soviétiques officielles suivent. De 1918 à 1922, plusieurs responsables soviétiques affirment publiquement que le tsar a été fusillé, mais que sa famille a été épargnée et est même encore en vie : Georges Tchitchérine, le 20 septembre 1918, Maxime Litvinov, le 17 décembre 1918, Grigori Zinoviev, le 11 juillet 1920, à nouveau Tchitchérine, le 25 avril 1922.
C'est implicitement le cas de Lénine qui fait allusion une seule fois, d'après les recherches de Marc Ferro et les œuvres complètes de Lénine, le 8 novembre 1918, devant une délégation des comités de paysans pauvres de Moscou, à la nuit ouralienne du 16 au 17 juillet 1918. Il évoque, sans référence à la famille impériale, l'exécution du tsar pour la comparer à celles de Louis XVI et de Charles Ier. De surcroît, Lénine se montre réticent quant à l'utilité, dans une optique marxiste, de ce régicide du fait des restaurations française et britannique des Bourbons et des Stuart qui ont suivi après un certain nombre d'années les deux précédents régicides républicains : « Les ouvriers des villes ont renversé les monarques (en Angleterre et en France on a exécuté les rois, il y a déjà quelques centaines d’années et nous étions en retard avec notre tsar), et pourtant après un certain temps l’ancien régime était restauré. C’est parce qu’alors il n’existait pas, même dans les villes la grande production qui groupe dans les fabriques et dans les usines des millions d’ouvriers, et les soude en une armée assez solide pour qu’ils puissent sans le soutien des paysans, résister à la fois à la pression des capitalistes et des koulaks ».
Si Lénine a écrit en décembre 1911 qu'il fallait tuer « cent Romanov », c'était par antiphrase dans un plaidoyer républicain destiné aux libéraux russes favorables à une monarchie constitutionnelle de type anglais. Celle-ci s'est imposée au XVIIe siècle grâce à la décapitation d'un Stuart, Charles Ier, et la nouvelle monarchie constitutionnelle russe devait, le cas échéant, frapper au centuple la maison Romanov, les « assassins Cent-Noirs » y ayant chacun au moins un complice : « Les ganaches libérales dissertent sur l'exemple d'une monarchie constitutionnelle de type anglais. Eh bien, si dans un pays aussi cultivé que l'Angleterre, qui n'a jamais connu le joug mongol, l'oppression de la bureaucratie, le déchaînement de la caste militaire, il a néanmoins fallu couper la tête à un bandit couronné pour apprendre aux rois à être des monarques « constitutionnels », en Russie il faudra couper la tête à Cent Romanov au moins, pour enlever à leurs successeurs l'habitude d'organiser des bandes d'assassins Cent-Noirs et de déchaîner des pogroms. Si la social-démocratie a retenu quelque chose de la première révolution russe de 1905 elle doit maintenant bannir de tous nos discours, de tous nos tracts le mot d'ordre de « à bas l'autocratie », qui s'est révélé inadapté et vague, et défendre exclusivement celui de « À bas la monarchie tsariste, vive la république » ».

### Postérité sous le régime communiste
En 1977, Boris Eltsine, alors premier secrétaire de la section du parti de l'oblast de Sverdlovsk, fait raser la maison Ipatiev à la demande du chef du KGB Iouri Andropov, qui voit d'un mauvais œil l'afflux de curieux et pèlerins ; cette destruction peut être liée à la parution du livre de Summers et Mangold insistant sur l'invraisemblance d'un massacre de onze personnes par onze autres dans une petite maison.
En 1978, un écrivain proche du ministère russe de l'Intérieur, le scénariste Geli Ryabov, fait exhumer trois crânes, dont celui du dernier empereur, ayant fait jouer ses relations pour pouvoir consulter des archives protégées sur la révolution d'Octobre du rapport de Iakov Iourovski, ce rapport lui ayant permis de localiser la fondrière à Ganina Yama dans la forêt Koptiaki, à une quinzaine de kilomètres d'Ekaterinbourg.

### Postérité sous le régime post-communiste
À la fin des années 1970, le docteur géologue Alexander Avdonin repère la tombe qui contient les dépouilles de cinq membres sur sept de la famille impériale, ainsi que quatre des domestiques morts à leurs côtés, soit un total de neuf individus enterrés dans cette tombe. Cette découverte et son emplacement sont gardés secrets jusqu'à la chute de l'Union soviétique en 1991.
À partir du moment ou les informations sont divulguées en 1991, des investigations anthropologiques officielles sont mises en place. Les neuf squelettes sont déterrés et envoyés pour effectuer des tests ADN, par le docteur Peter Gill, au Service des sciences médico-légales au Royaume-Uni, et au docteur Pavel Ivanov, un généticien russe. À la suite des analyses, des tests ADN de nature nucléaire confirment que quatre des neuf corps sont ceux de la tsarine Alexandra, ainsi que de ses enfants Olga, Tatiana et Anastasia,. Pour le tsar Nicolas II, des tests ADN avec sa parentèle, ainsi qu'un échantillon de sang conservé sur un mouchoir que celui-ci a laissé au Japon lors d'une visite quelques années avant sa mort, permettent l'identification du corps.
Le Dr Gill a accès à des échantillons de sang du prince Philip, duc d'Édimbourg, descendant direct de l'empereur Nicolas Ier de Russie via sa grand-mère paternelle, la grande-duchesse Olga Constantinovna de Russie, tandis que sa grand-mère maternelle, la princesse Victoria de Hesse-Darmstadt, est une sœur de la tsarine Alexandra. Les résultats confirment que les échantillons de sang et les ossements présentent des correspondances génétiques entre le prince Philip et la tsarine Alexandra. Pour identifier Nicolas II, le Dr Gill utilise la même technique en comparant les résultats avec ceux de la princesse Xenia Alexandrovna de Russie et d'un duc écossais, qui sont des parents éloignés du tsar. Les résultats s'avèrent positifs, signifiant que les deux membres de famille éloignée ont des liens ADN avec le tsar Nicolas II.
À l'été 2007, un groupe amateur d'archéologues découvre des fragments de deux corps à environ 70 mètres de la tombe principale. Cette découverte et les tests ADN sont poursuivis par le Dr Sergei Pogorelov, directeur de l'Institut archéologique de la région de Sverdlovsk, qui parvient à retirer 44 dents et fragments osseux. Il parvient à confirmer qu'il s'agit d'un garçon âgé de 12 à 15 ans et d'une fille âgée de 15 à 19 ans par la morphologie et l'anatomie des hanches,.
Cette découverte, qui correspond au profil du jeune Alexis et de Maria, permet de comparer cet ADN avec celui de la tsarine, avec la même technique utilisée lors des tests avec les trois autres enfants dans trois laboratoires différents : à Moscou, à l'université du Massachusetts et dans un laboratoire de médecine légale du Canada. Le résultat est positif, confirmant que ce sont les deux enfants manquants de la famille Romanov, Alexis et Maria.  

### Tests ADN
Le 22 janvier 2008, à l'occasion du dépôt des conclusions préliminaires de l'expertise génétique, Nikolaï Nevoline, chef du bureau régional de l'expertise médico-légale de Sverdlovsk, confie à RIA Novosti :

« Les ossements découverts le 29 juillet 2007 aux abords d'Ekaterinbourg appartiennent à des enfants du dernier empereur russe. Les analyses ADN effectuées à Ekaterinbourg et à Moscou ont confirmé notre hypothèse. Une fois ces expertises terminées, leurs résultats seront comparés à ceux de nos collègues étrangers. »

Le 30 avril 2008, les analyses génétiques effectuées par un laboratoire américain confirment que les restes proviennent bien du tsarévitch Alexis et de sa sœur, la grande-duchesse Maria.
Aux yeux de certains seulement, les analyses ADN laissent peu de doute sur la réalité de l'exécution de la famille Romanov, et les circonstances de l'exécution et de l'exhumation de la famille Romanov et de leur suite comportent suffisamment de parts d'ombre pour introduire un doute sérieux quant au forfait et faire admettre la possible survie des membres de la famille (exemple : l'affaire Anna Anderson, révélations sur Maria Nikolaïevna de Russie, Tatiana Nikolaïevna de Russie, Olga Nikolaïevna de Russie, Alexandra de Hesse ou le tsarévitch Alexis) et de l’immense fortune impériale dormant peut-être dans des coffres étrangers.
Les historiens ne donnent pas tous foi à ces tests ADN. Depuis le milieu des années 1980, selon Marc Ferro, tous les cinq ans environ, des laboratoires, souvent britanniques, annoncent les preuves de la découverte des corps de la famille Romanov, ce qui n'empêche pas l'absence de deux corps sans qu'on soit sûr en 2011 de l'identité des disparus. Par ailleurs, le rapport Sokolov affirme que si certains des corps de la famille n'ont pas été retrouvés après un an de recherche (juillet 1918-juillet 1919), c'est parce qu'ils ont été brûlés. Mais, en 1972, un grand légiste britannique, le professeur Camps, assure auprès d'Anthony Summers et de Tom Mangold qu'il n'est pas possible en trois jours de faire disparaître par le feu onze corps « ni d'ailleurs un seul ». Par ailleurs, en 2018, des experts de la Gendarmerie française affirment que des tests ADN sur des corps retrouvés des décennies plus tard n'ont aucune valeur.
De surcroît, expliquent Summers et Mangold, Iourovski et la Tchéka n'ont pas été envoyés début juillet 1918 par Lénine pour aggraver les persécutions bien réelles imposées par les gardes-rouges avant de les achever mais au contraire pour protéger les prisonniers et sanctionner les coupables (peines de prison). Il s'agissait de maintenir de bonnes relations avec l'Allemagne de Guillaume II, pays avec qui la famille impériale est liée par le sang ou par alliance.
Pour certaines des femmes ainsi que pour Alexis, un nombre important d'imposteurs des Romanov (en) apparaissent, se présentant comme les enfants de Nicolas II.

### Survivances hypothétiques de Maria, Anastasia, Olga et Tatiana
Des informations biographiques communiquées par Marc Ferro puis Michel Wartelle relatives à une survie prolongée apparaissent pour trois des six parents de Nicolas II, Maria, Olga et Anastasia qui seraient, selon eux, mortes respectivement en 1970, 1976 et 1984,.

#### Maria Nikolaïevna de Russie
En octobre 1918, Maria aurait été évacuée vers l'Ukraine (alors occupée par les Allemands) grâce au commissaire soviétique aux Affaires étrangères, Tchitchérine, qui était apparenté à la tsarine et qui a démenti en avril 1922, à la conférence de Gênes, le massacre de la famille de Nicolas II, encore vivante d'après ses dires à l'étranger. Maria aurait épousé en Roumanie, en janvier 1919, un prince ukrainien, Nicolas Dolgorouki. Installée à partir de 1920 en Europe occidentale (Belgique et Italie), elle se serait dès lors fait appeler comtesse Cecilia di Fonzo Tchapskaia.
D'après Marc Ferro et Michel Wartelle, en décembre 1970, elle serait morte d'un cancer à l'âge de 71 ans et se serait fait enterrer avec une photo au nord de Rome sous le nom de « S.A.I. Maria Nikolaïevna Romanov Dolgorouki (1899-1970) ». Elle aurait été mère de deux filles et grand-mère d'un garçon et veuve depuis un an. La découverte fortuite de la tombe au cimetière romain de Flaminio par les autorités italiennes à la fin de 1979, après la publication du livre de Summers et Mangold, incite plusieurs auteurs à développer la controverse.
Au début de 1980, le petit-fils de la défunte, Alexis Durazzo, se montre avec le testament dont elle a souhaité la publication dix ans après sa mort. En 1982, il édite Moi, Alexis arrière petit-fils du tsar, chez Fayard. À la fin des années 1980, Marc Ferro et Michel Wartelle rencontrent ce petit-fils de la comtesse Di Fonzo et, après consultation du dossier, donnent foi à ses allégations. Un témoin oculaire de la survie encore en vie en mars 1980 (84 ans), l'officier ukrainien Andréas Schwetz, profite de la publication du testament pour se faire connaître. Il aurait accompagné Maria lors de son évacuation de Perm en octobre 1918 jusqu'à son mariage à Bucarest le 20 janvier 1919 et aurait gardé depuis le contact avec la famille. Il atteste aussi de l'identité d'Alexis Durazzo.
À la lecture de la liste composée par Romanov Impostors, c'est seulement vingt-deux ans après, en 2004, qu'un autre personnage se réclame également d'une filiation avec une autre Maria Romanov, sans être jamais pris au sérieux.

#### Anastasia Nikolaïevna de Russie
Alexis Durazzo se considère également comme le petit-neveu d'Anastasia en la personne d'Anna Anderson. Dans son livre, une photographie le montre en 1980 avec Frédéric de Saxe d'Altincourt, qui était à la fois le cousin germain des enfants de Nicolas II et le meilleur ami d'Anna Anderson.

#### Olga Nikolaïevna de Russie
Durazzo considère aussi la prétendante Marga Boodts comme sa grand-tante Olga Nikolaïevna de Russie. À ce titre, une autre pierre tombale italienne, détruite en 1995, est signalée par lui à Michel Wartelle qui la photographie : elle se trouvait au nord de la péninsule au cimetière de Mennagio près du lac de Côme. Sur cette tombe, était écrite en allemand cette information : « En mémoire d'Olga Nikolaïevna 1895-1976, fille aînée du Tsar Nicolas II de Russie ».
Exfiltrée vers l'Allemagne à la fin de 1918, en direction inverse de Maria (vers Vladivostok), elle aurait pris en 1919 le pseudonyme de Marga Boodts et hormis une courte période de mariage (1926-1928), elle serait restée célibataire, aurait vécu dans les propriétés terriennes de Guillaume II (son parrain) au nord-est de l'Allemagne jusqu'en juin 1939. Sa vie y aurait été facilitée par une pension secrète de l'ex-Kaiser exilé aux Pays-Bas. Elle se serait installée ensuite au nord de l'Italie à Mennagio jusqu'à sa mort, le 13 octobre 1976, à 80 ans. Une photographie éditée par Alexis Durazzo et Michel Wartelle, puis mentionnée par Marc Ferro, montre Maria, son mari Nicolas et Olga ensemble en 1957 à l'hôtel du Cap d'Antibes sur la Côte d'Azur. Un déplacement des deux sœurs au Vatican sous le pontificat de Pie XII, d'abord sous la Seconde Guerre mondiale (la reine d'Italie est citée), rapportée par un témoin, sœur Pasqualina Lehnert aurait permis à Olga de recevoir une nouvelle pension rendue doublement nécessaire par la mort de Guillaume II en 1941 et les redistributions systématiques de terre dans la nouvelle Allemagne de l'Est d'après-guerre. Après la mort de Pie XII, ce serait le grand-duc Nicolas d'Oldenbourg, filleul allemand de Nicolas II, qui aurait pris le relais. Michel Wartelle publie en annexe de son livre de nombreuses attestations notariées de témoins allemands qui assurent dans les années 1940 et 1950 (dont une confidence de Guillaume II en avril 1941) de la véritable identité aristocratique de Magda Boodts. Surtout, un cousin germain allemand des grandes-duchesses et du tsarévitch, Sigismond de Prusse, l'aurait rencontrée en 1957 ; ils se seraient reconnus et auraient échangé des souvenirs d'enfance. Enfin, l'impératrice aurait vécu en Pologne dans un couvent de Lvov de la fin de 1918 à septembre 1939, mois de l'occupation de Lvov par les Soviétiques, puis dans le monastère florentin des Suori della Mantelate où elle serait morte en 1942, à l'âge de 69 ou de 70 ans, et y serait enterrée sous son nom de jeune fille : Alicia d'Acia.
Il existe deux témoins, l'un recueilli par Alexis Durazzo en dernière minute (octobre 1980), Jean-Amédée Baron de Montagnac-Vcorcos, par Alexis Durazzo, et l'autre encore en vie en 2010 au couvent de Florence par Franck Ferrand pour son roman L'Ombre des Romanov, qui informent de sa survie en Pologne et en Italie, hautement protégée par les autorités pontificales.
Il faut d'ailleurs préciser que jusqu'en septembre 1970, Maria aurait résidé surtout en Belgique et que, sentant la mort venir, elle aurait choisi de se faire opérer et enterrer dans le pays où serait morte sa mère, et où vivrait encore sa sœur Olga qui se serait déplacée à l'hôpital de Rome pour l'opération. Par ailleurs, aucune prétendante ne s'est jamais fait passer pour cette impératrice.

#### Tatiana Nikolaïevna de Russie
Seul le sort de Tatiana reste mystérieux faute de témoignages à son sujet. D'après Michel Wartelle, un commando anglais serait parvenu à l'exfiltrer par un tunnel souterrain reliant la maison Ipatiev à une sortie vers le consulat anglais le 1er juillet 1918. Elle serait morte en Grande-Bretagne sous le nom de Marguerite Lindsay dans les années 1970. Elle aurait pourtant été vue à Perm en septembre 1918 avec ses trois sœurs et sa mère, par l'infirmière Natalia Moutnykh. Certaines sources, dont Alexis Durazzo, et deux revues d'histoire l'ont signalée dans l'après-guerre, comme survivante — sous le nom d'Alexandra Michaelis, directrice d'un camp de réfugiés à Brême — à l'instar d'Anna Anderson/Anastasia ou de Marga Boodts/Olga.
Il reste que la connaissance plausible par l'Église russe du passage attesté de Maria et d'Olga au Vatican, de l'ex-tsarine dans des monastères pontificaux polonais et italien, explique aux yeux de plusieurs chercheurs le refus du patriarche de Russie de se rendre aux cérémonies de juillet 1998, et de cautionner ainsi une « mascarade ».

## Monument érigé à la mémoire des enfants martyrs d'Ekaterinbourg
Le 15 novembre 2011, jour anniversaire de la naissance de la grande-duchesse Olga Nikolaïevna de Russie, un monument d'une hauteur de 2,9 mètres, d'un poids de 2 tonnes est inauguré dans le monastère de Ganina Iama près d'Ekaterinbourg en Oural. Le métropolite Vikenti de Tachkent préside cette cérémonie précédée d'une liturgie. Ce monument à la mémoire des enfants du dernier tsar de Russie, œuvre du sculpteur russe Igor Akimov, représente les cinq enfants impériaux (Olga, Tatiana, Maria, Anastasia et Alexis) descendant du paradis. Un monument dédié au tsar Nicolas II de Russie et à son épouse a été inauguré dans le même monastère quelque temps auparavant.

## Documentaires
- 1985 : La Mort à Ekaterinenbourg dans Le Dossier d'Alain Decaux[53].
- 2008 : Quel mystère entoure la mort des Romanov ? de Secrets d'Histoire.
- 2017 :
  - Patrick Cabouat réalise Le Tragique Destin des Romanov.
  - Alexandre Dolgorouky réalise L'Ultime Voyage des Romanov.

### Sources et mémoires
- Nikolaï Sokolov, Enquête judiciaire sur l'assassinat de la famille impériale russe, Payot, 1924.
- Nicolas Ross, Guibel Tsarskoj Semi, Francfort, Posev, 1987  — L'intégralité de l'enquête judiciaire du juge Sokolov sur laquelle se sont appuyés Anthony Summers et Tom Mangold puis Marc Ferro pour contester l'édition partielle de 1924.
- Alexis Durazzo, Moi, Alexis, arrière-petit-fils du tsar, Paris, Fayard, 1982.
- (es) La Gran Duquesa Olga Nicolaeïvna, Estoy viva : las memorias inéditas de la última Romanov, Martinez Roca, 2012.

### Ouvrages
- Jean des Cars, La Saga des Romanov, Paris, Perrin, coll. « Tempus », 2015, 414 p. (ISBN 978-2-262-05092-4).
- Élie Durel, L'Autre Fin des Romanoff ou le prince de l'ombre, Paris, Éditions Lanore, 2009.
- Franck Ferrand, L'Ombre des Romanov, Paris, Éditions XO, 2010.
- Marc Ferro, « Événement ou fait divers ? Une mort énigmatique », dans Nicolas II, Paris, Documents Payot, 1990, 370 p.
- Marc Ferro, « Événement ou fait divers ? Une mort énigmatique », dans Nicolas II, Paris, Documents Payot, 2011, 384 p. (ISBN 978-2-228-90700-2), p. 287-347  — Deuxième édition avec une nouvelle introduction sur le sujet.
- (en) Marc Ferro, Nicholas II : Last of the Tsars, New York, Oxford University Press, 1993.
- Marc Ferro, « La deuxième mort de Nicolas II », dans Les Tabous de l'Histoire, Paris, Nil éditions, 2002, p. 85-113.
- Marc Ferro, La Vérité sur la tragédie des Romanov : La tsarine et les grandes-duchesses ont survécu, Paris, Tallandier, 2012.
- Marina Grey, Enquête sur le massacre des Romanov, Paris, Perrin, 1987.
- Luc Mary, Les Derniers Jours des Romanov, L'Archipel, 2008.
- Jacqueline Monsigny, Les Filles du tsar : Marie ou les tourbillons du destin, Paris, Michel Laffon, 2003.
- Vadim Petrov, Igor Lyssenko et Georgi Egorov, La Fuite d'Alexis, fils du tsar Nicolas II, Paris, Éditions de la Martinière, 1998.
- Nicolas Ross, Mort du dernier tsar, L'Âge d'Homme, 2001.
- Nicolas Ross, Ils ont tué le tsar, Éditions des Syrtes, 2018.
- Anthony Summers et Tom Mangold, Le dossier Romanov, Paris, Albin Michel, 1980 (File Romanov, Londres, 1976).
- (en) Richard Tames, Last of the Tsars, Londres, Pan, 1972.
- Michel Wartelle, L'Affaire Romanov ou le mystère de la maison d'Ipatiev, Paris, Éditions Louise Courteau, 2008.

### Revues
- « Vérités sur la tragédie des Romanov : entretien de Marc Ferro avec Hubert Tison », Historiens & géographes,‎ décembre 2013, p. 167-169.
- « Événement, les Romanov. Les filles du tsar n'ont pas été assassinées : entretien de Marc Ferro avec Severine Nikel », L'Histoire, no 379,‎ septembre 2012, p. 8-13.
- Marc Ferro, « Tous les Romanov ont-ils été assassinés ? », L'Histoire, no 432 « Les Révolutions russes, février-octobre 1917 »,‎ février 2017, p. 42.

### Dans la fiction
- Vendetta, la vengeance des Oulianov, scénario : Loulou Dédola, dessin et couleur : Lelio Bonaccorso, éditions Steinkis, parue en 2021  (ISBN 9782368464106).
- L’assassinat de la famille impériale russe est mis en scène dans le sixième épisode (« La maison Ipatiev ») de la saison 5 de la série télévisée The Crown (2022)[54].